# Schweiggers
Schweiggers es un municipio situado en el distrito de Zwettl, en el estado de Baja Austria, Austria. Tiene una población estimada, a mediados de febrero de 2024, de 2036 habitantes.